# Antonín Šolc (politik)
Antonín Šolc (29. dubna 1879 Smidary – 23. srpna 1951 Praha) byl český a československý novinář a politik, meziválečný senátor Národního shromáždění ČSR za Československou stranu národně socialistickou.

## Biografie
Vystudoval odbornou školu tkalcovskou v Ústí nad Orlicí a vyšší textilní školu v Brně. V letech 1898–1899 byl úředníkem textilní továrny v Chotěboři, pak v letech 1899–1906 v Mladé Boleslavi. Od roku 1900 byl členem národně sociální strany, přičemž v letech 1900–1906 působil jako její okresní funkcionář a redaktor stranického listu. V letech 1906–1913 byl tajemníkem strany a ještě roku 1948 se stal členem jejího předsednictva. Od roku 1930 byl starostou Československé obce střelecké.
V parlamentních volbách v roce 1925 získal za Československou stranu národně socialistickou senátorské křeslo v Národním shromáždění. Mandát obhájil v parlamentních volbách v roce 1929 a parlamentních volbách v roce 1935. V senátu vytrval až do jeho zrušení roku 1939. V listopadu 1938 oznámil, že se nepřipojil ani k jedné ze dvou politických stran, které se nově ustavily během druhé republiky (Strana národní jednoty a Národní strana práce) a místo toho ustavil s kolegou (senátor Ferdinand Šťastný) samostatný klub Nezávislá skupina českých národních socialistů.
Profesí byl ústředním tajemníkem, bytem v Praze-Nuslích.